# 2C超級重戰車

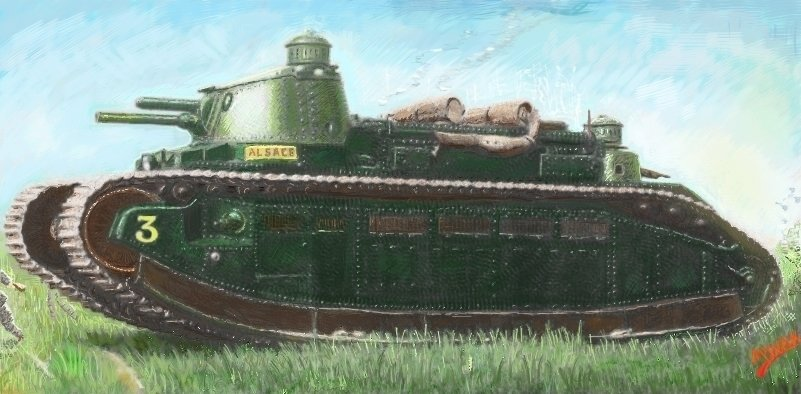
绘制的2C坦克

2C超重型坦克，又名Char 2C，是法国于一战时设计的超重型坦克，即便它并没有参加一战。不过，这辆坦克是所有被正式量产的坦克中吨位第二大的，僅次於獵虎式驅逐戰車。

## 发展史
1916年10月，地中海冶金造船厂开始了超重型坦克的研制。并于1917年1月提交了第一种原型车1A。该种原型车制造了3辆。它装备了105mm火炮，重40吨。之后，應以攻击炮兵司令艾斯蒂安为首的委员会要求，该坦克重量变成了70吨，并且由75mm火炮替换原有的105mm火炮。

## 制造/服役情况
因为一战的结束而仅仅制造了10辆，其中6辆装备在法国军队中。该种坦克参加了1940年的法国战役。有一种说法是它们毁于德国的斯图卡轰炸机，但是事实上，它们是被法军自行炸毁的。

## 问题
2C重型坦克的运输需要特殊的器材，对铁路的要求也非常严苛，这大大限制了它的作用。

## 改进

### 法國
1926年，「香檳」2C戰車做了一些修改，型號為Char 2C bis，一種試驗型的車種，該戰車的鑄造炮塔配有一門155公釐榴彈炮，安裝了新的引擎，且移除了機槍。經過了改裝，這輛戰車重量約74噸重，但維持不久，之後這輛戰車又被修改回原本的樣子，同年，這個砲塔被放置在突尼西亞的馬雷斯防線。
1939年，一辆名为“洛林”号的2C坦克把正面装甲提高至90mm，侧面装甲提高至65mm。

## 现存品
几乎所有的坦克都被法军自行炸毁，但是99号车被德军缴获并运回了柏林，在二战后，被苏联人获得，甚至在1948年还有其在东德的照片但是目前并没有99号车还存在的证据。